# Titidiops
Titidiops is een monotypisch geslacht van spinnen uit de  familie van de Thomisidae (krabspinnen).

## Soort
- Titidiops melanosternus Mello-Leitão, 1929